# 贝吕勒
贝吕勒（法語：Bérulle，法語發音：[beʁyl]）是法国奥布省的一个市镇，属于特鲁瓦区。

## 地理
贝吕勒（48°10'39"N, 3°39'50"E）面积16.5 平方千米，位于法国大東部大區奥布省，该省份为法国中北部省份，北起马恩省，西接塞纳-马恩省，西南至约讷省，东南至科多尔省，东临上马恩省。
与贝吕勒接壤的市镇（或旧市镇、城区）包括：派西科东、里尼勒费龙、奥特地区伯尔、塞里伊、富尔诺丹、艾克斯-维勒莫尔-帕利斯。

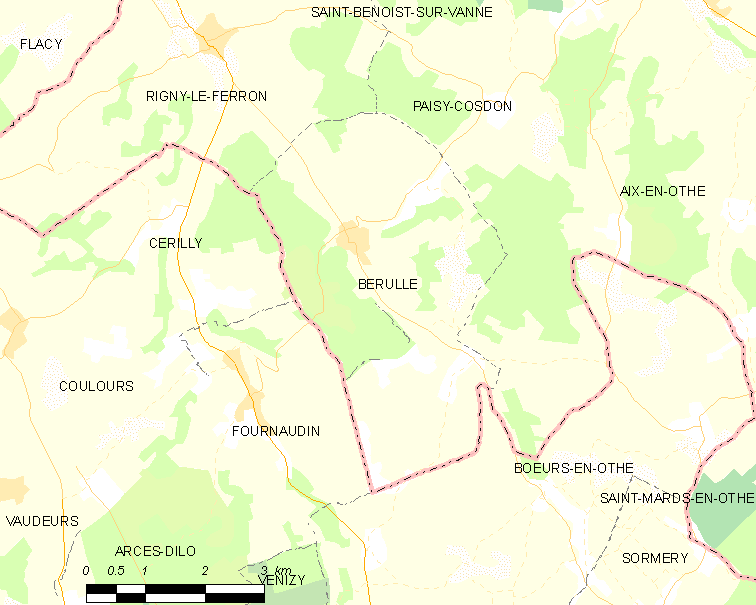
贝吕勒的OSM定位图

贝吕勒的时区为UTC+01:00、UTC+02:00（夏令时）。

## 行政
贝吕勒的邮政编码为10160，INSEE市镇编码为10042。

## 政治
贝吕勒所属的省级选区为艾克斯-维勒莫尔-帕利斯县。

## 人口

1962-2008年间贝吕勒人口变化图示

贝吕勒于2022年1月1日时的人口数量为196人。